# بیلی بیل
بیلی بیل (انگلیسی: Billy Beall; ۴ دسامبر ۱۹۷۷ – ) بازیکن فوتبال بود.
از باشگاه‌هایی که در آن بازی کرده‌است می‌توان به باشگاه فوتبال نوریچ سیتی اشاره کرد.